# LiMo Foundation
LiMo (Linux Mobile) Foundation — организация созданная в январе 2007 года крупнейшими телекоммуникационными компаниями мира: Motorola, NEC, Panasonic Mobile Communications, Samsung Electronics, NTT DoCoMo, Vodafone, объединившими свои усилия по продвижению программного обеспечения на базе Linux на рынке мобильных устройств.
В начале 2012 года LiMo Foundation был переименован в Tizen Association.

## История
Впервые этот альянс (без официального названия) был анонсирован ещё в середине июня 2006 года.
Главная задача LiMo Foundation — унификация рынка мобильных устройств на базе Linux.
Ожидается, что будет создана первая в мире полностью конкурентная программная платформа для мобильных устройств, основанная на Linux.
Для этого вырабатывается спецификация API и архитектура, определены источники открытого исходного кода, реализован код для недостающих компонентов, заданы спецификации для ПО от сторонних производителей.
Свои разработки LiMo Foundation публикует под беспошлинной лицензией Foundation Public License (FPL).
Каждый участник LiMo Foundation получает один из трех статусов:
- «Основатель» (Founder) — ежегодный вклад 800 тыс. $; назначает представителей в руководящих органах; имеет доступ к коду LiMo Foundation и возможность модификации, а также право его коммерческого распространения; больше этот статус никто получить уже не может;
- «Ядро» (Core) — ежегодный вклад 400 тыс. $; может принимать участие во всех совещаниях, возглавлять рабочие группы; имеет доступ к коду и возможность его модификации, а также право его коммерческого распространения;
- «Соучастник» (Associate Member) — ежегодный вклад 40 тыс. $; может принимать участие в определении требований и в работе различных групп; имеет доступ к коду и возможность его модификации.

В LiMo приветствуются и новые участники, а также разработчики приложений и промежуточного ПО (middleware).
В феврале 2008 года LiMo Foundation на выставке Mobile World Congress 2008 объявил о своем расширении за счет вступления 9 новых членов, включая известные компании: разработчик ПО ACCESS, телефонная компания Orange, и AMD .
В середине 2008 года LiMo Foundation представила 11 новых участников своего альянса: китайские производители мобильного оборудования Cellon, Longcheer Holdings, ZTE; разработчик ПО Esmertec; полупроводниковый производитель Freescale Semiconductor; разработчик, создавший Prizm, — MZI Research; Movial; PacketVideo; SK Innoace; телефонная компания Telecom Italia; и VirtualLogix .
К середине 2009 года альянс LiMo включал в себя 55 производителей аппаратного и программного обеспечения. Недавно к LiMo присоединились компании Aromasoft, CasioHitachi Mobile Communications, Marvell, Opera Software и Swisscom. Основной конкурент LiMo, альянс Open Handset Alliance развивающий платформу Google Android насчитывает 48 членов .
В октябре 2009 года компания Motorola — один из основателей организации LiMo Foundation, сделала официальное заявление: в котором говорится, что компания перестает быть основным членом альянса, но все же остается ассоциированным членом LiMo Foundation. Компания Motorola переметнулась на сторону Google Android. Причина заключается в том, что Android к настоящему моменту предлагает большие перспективы с сильной экосистемой и сообществом разработчиков.
Несмотря на уход Motorola, LiMo Foundation имеет сильную поддержку со стороны NTT DoCoMo, SK Telecom, Telefonica, Verizon и других компаний .
27 сентября 2011 года организации LiMo Foundation и Linux Foundation официально объявили о запуске новой open-source программной платформы на базе Linux для широкого спектра устройств под названием Tizen. Работу над данным проектом возглавили Samsung и Intel, сотрудничающие с консорциумом LiMo Foundation.
1 января 2012 года LiMo Foundation был переименован в Tizen Association.

## Продукция
Одновременно с объявлением о формировании LiMo Foundation обнародовала информацию об LiMo Platform, открытой платформе для мобильных телефонов, основанной на операционной системе Linux
К октябрю 2009 года уже выпущено более 40 LiMo-устройств .

## Основные участники LiMo Foundation
Члены LiMo Foundation:
|                                  | Сотовые операторы                                                        | Производители ПО | Компании по коммерциализации      | Полупроводниковые компании      | Производители телефонов                                                  |
| -------------------------------- | ------------------------------------------------------------------------ | --- | --------------------------------- | ------------------------------- | ------------------------------------------------------------------------ |
| Члены-основатели                 | - NTT DoCoMo - Vodafone                                                  | |                                   |                                 | - NEC - Panasonic Mobile Communications - Samsung Electronics            |
| Присоединились после образования | - Orange - Telecom Italia - Telefonica - Verizon - Swisscom - SK Telecom | - ACCESS - Aplix - Wind River Systems - Esmertec - MZI Research - Movial - PacketVideo - VirtualLogix - Opera Software | - SK Innoace                      | - AMD - Freescale Semiconductor | - Cellon - Longcheer Holdings - ZTE - CasioHitachi Mobile Communications |
| Ассоциированные члены            |                                                                          | - KDDI - McAfee - ETRI - Kvaleberg - Aromasoft                                                                         | - Arcodea - Immersion Corporation | - ARM - Broadcom - Marvell      | - Motorola - Ericsson - Huawei                                           |